# فرودگاه توک
فرودگاه توک  (به انگلیسی: Tok Airport) یک فرودگاه همگانی باربری با کد یاتا TKJ است که یک باند فرود شن و چمن دارد و طول باند آن ۵۱۵ متر است. این فرودگاه در کشور ایالات متحده آمریکا قرار دارد و در ارتفاع ۵۰۹ متری از سطح دریا واقع شده است.